# Hans Ørberg
Hans Henning Ørberg (21 avril 1920-17 février 2010) est un linguiste et professeur danois détenteur de trois maîtrises[précision nécessaire] de langue — anglais, français et latin — obtenues à l'Université de Copenhague. Pendant une grande partie de sa vie — de 1946 à 1952 et de 1961 à 1989 — il enseigne ces langues dans des écoles danoises.

## Carrière
De 1953 à 1961, il travaille au Naturmetodens Sproginstitut. Dans cet institut les langues sont enseignées par la méthode naturelle qui est l'une des méthodes d'apprentissage de la lecture. À cette période, il rédige un nouveau cours de latin intitulé Lingua latina secundum naturae rationem explicata publié en 1955. En 1990, il modernise l'ouvrage qui prend pour titre Lingua latina per se illustrata. Il est publié avec quelques modifications. À sa retraite, il dirige la maison d'édition Domus latina et donne diverses conférences en Europe et aux États-unis sur la méthode naturelle.

## Lingua latina per se illustrata
L'ouvrage Lingua latina per se illustrata [le latin illustré par lui-même] se base sur la méthode dite d'incorporation contextuelle. Cette approche n'est ni la méthode naturelle, ni la méthode de traduction grammaticale. Dans cette méthode, l'élève qui n'a besoin d'aucun prérequis, commence son apprentissage par des phrases simples comme par exemple « Rōma in Italiā est » (Rome est en Italie). Les mots sont toujours introduits dans un contexte qui permet d'en comprendre le sens. La grammaire se complexifie au fil des chapitres jusqu'à permettre à l'élève de lire des textes complexes. L'usage du dictionnaire n'est pas utile dans ce système.  
Grâce à de subtiles modifications dans les tournures des phrases, celles-ci peuvent être comprises grâce aux illustrations et aux mots déjà acquis. Les textes des chapitres sont accompagnés d'annotations et d'illustrations, suivies d'explications grammaticales ainsi que d'exercices qui permettent à l'élève d'appliquer les concepts grammaticaux du chapitre. Ces exercices demandent à l'élève de manipuler la grammaire de phrases latines plutôt que de traduire. Même les explications de grammaire sont entièrement en latin, la terminologie grammaticale est introduite au besoin. 
L'ensemble du livre étant écrit intégralement en latin, il est accessible à des locuteurs de différentes langues. Le cours est composé de deux livres de cours : le premier tome Familia Romana présente le quotidien d'une famille romaine vivant au Ier siècle ap. J.-C. et le deuxième tome Roma Aeterna présente la ville de Rome. À ces ouvrages s'ajoutent un livre pour l'enseignant, un livre rassemblant les points de grammaire et un cahier d'exercice Latine disco ("j'apprends le latin"), ainsi qu'une série de textes classiques comme les Commentaires sur la Guerre des Gaules de Jules César.